# Centaurea costae
Centaurea costae — вид квіткових рослин айстрових (Asteraceae). Ендемік пн.-сх. Іспанії.

## Морфологічна характеристика
Багаторічна рослина 10–15 см. Листки зверху зелені, знизу павутинно-запушені, прикореневі перисторозсічені, сегменти вузьколінійні, цілісні, стеблові листки лінійні. Квіткові голови одиночні. Обгортка яйцювата, блідо-зелена. Квітки трояндові. Квітне влітку.

## Середовище
Населяє кам'янисті луки.